# Budni
Budni (o Budhni) è una suddivisione dell'India, classificata come nagar panchayat, di 13.862 abitanti, situata nel distretto di Sehore, nello stato federato del Madhya Pradesh. In base al numero di abitanti la città rientra nella classe IV (da 10.000 a 19.999 persone).

## Geografia fisica
La città è situata a 22° 48' 41 N e 77° 40' 29 E.

## Società

### Evoluzione demografica
Al censimento del 2001 la popolazione di Budni assommava a 13.862 persone, delle quali 7.593 maschi e 6.269 femmine. I bambini di età inferiore o uguale ai sei anni assommavano a 1.957, dei quali 1.018 maschi e 939 femmine. Infine, coloro che erano in grado di saper almeno leggere e scrivere erano 9.839, dei quali 5.911 maschi e 3.928 femmine.